# Smardale
Smardale är en by (village) i civil parish Waitby, i distriktet Westmorland and Furness, i grevskapet Cumbria, i nordvästra England. Smardale var en civil parish 1866–1894 när det uppgick i Waitby. Civil parish hade 36 invånare år 1891.